# ヒュー・フォーテスキュー (初代フォーテスキュー伯爵)

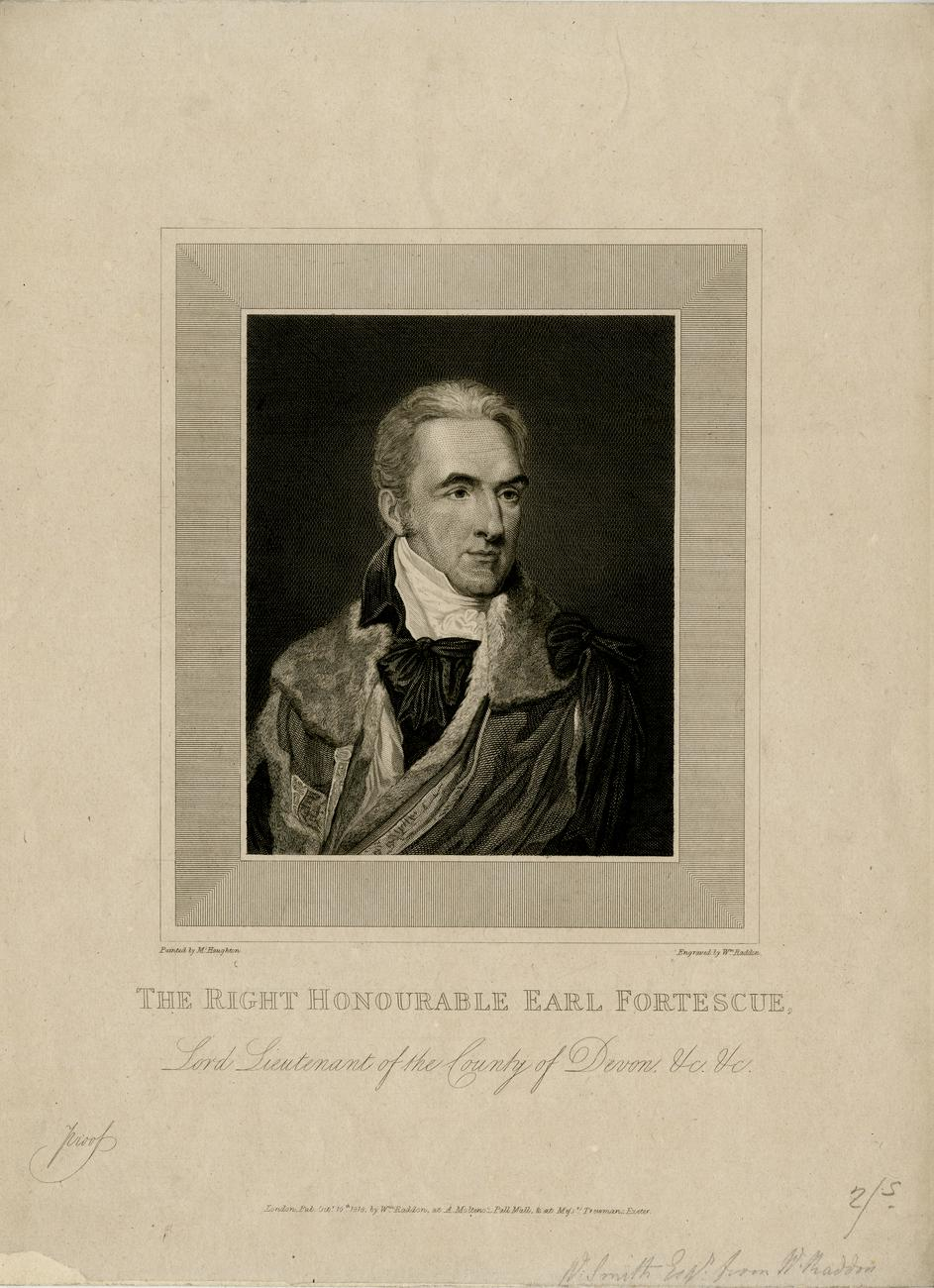
初代フォーテスキュー伯爵

初代フォーテスキュー伯爵ヒュー・フォーテスキュー（英語: Hugh Fortescue, 1st Earl Fortescue FSA、1753年3月12日 – 1841年6月16日）は、イギリスの貴族、政治家。1784年から1785年まで庶民院議員を務めた。

## 生涯
第2代フォーテスキュー男爵マシュー・フォーテスキューと妻アン（Anne、旧姓キャンベル（Campbell）、1731年頃 – 1812年5月26日、ジョン・キャンベルの娘）の息子として、1753年3月12日に生まれた。1764年から1769年までイートン・カレッジで教育を受けた後、1770年5月10日にオックスフォード大学ユニヴァーシティ・カレッジに入学した。1778年9月、父とともにエクセター名誉市民（Freedom of the City）に選出された。
妻がグレンヴィル家出身であり、1784年イギリス総選挙でグレンヴィル家の友人である第7代バークリー子爵トマス・ジェームズ・バークリーの支持を受けてビューマリス選挙区から出馬、当選を果たした。庶民院ではバークリー子爵と同じく小ピットを支持したが、庶民院議員として投票・演説した記録はなかった。
1785年7月10日に父が死去すると、フォーテスキュー男爵位を継承した。貴族院でも第1次小ピット内閣期（1783年 – 1801年）において小ピットを支持、小ピットの推薦を受けて1789年9月1日にグレートブリテン貴族であるフォーテスキュー伯爵とグロスタシャーにおけるエブリントン子爵に叙された。1788年5月21日から1839年までデヴォン統監を務めた。1801年に第1次小ピット内閣が倒れるとホイッグ党に転じ、リヴァプール伯爵内閣期（1812年 – 1827年）にグレンヴィル派が与党支持に転じたときもホイッグ党に留まった。1820年にジョージ4世妃キャロライン・オブ・ブランズウィックへの痛みと罰法案に反対票を投じたほか、第1回選挙法改正の第2次法案（1831年10月）には代理投票で賛成票を投じた。
1792年3月29日、ロンドン考古協会フェローに選出された。1810年7月3日、オックスフォード大学よりD.C.L.の学位を授与された。1831年7月22日から1839年11月13日までデヴォン海軍次官を務めた。1839年3月1日、繰上勅書によりフォーテスキュー男爵位を長男ヒューに譲った。
1841年6月16日にキャッスル・ヒルで死去、息子ヒューが爵位を継承した。

## 家族
1782年5月10日、ヘスター・グレンヴィル（Hester Grenville、1760年11月23日 – 1847年11月13日、首相ジョージ・グレンヴィル閣下の三女）と結婚、3男6女をもうけた。
- ヒュー（英語版）（1783年2月13日 – 1861年9月14日） - 第2代フォーテスキュー伯爵[1]
- ヘスター（1873年没） - 1804年、第7代キング男爵ピーター・キング（英語版）と結婚[11]
- キャサリン（1854年4月17日没） - 1820年6月24日、第4代ポーツマス伯爵ニュートン・フェローズ（英語版）と結婚[11]
- アン（1864年2月28日没） - 1814年、ジョージ・ウィルブラハム（英語版）（1852年没）と結婚、子供あり[11]
- ジョージ・マシュー（1791年5月21日 – 1877年1月24日） - 庶民院議員。1833年2月19日、ルイーザ・エリザベス・ライダー（Louisa Elizabeth Ryder、1899年1月9日没、初代ハロービー伯爵ダドリー・ライダー（英語版）の娘）と結婚、子供あり[11]
- メアリー（1874年8月12日没） - 1823年2月15日、第3代準男爵サー・ジェームズ・ハムリン＝ウィリアムズ（1866年5月10日没）と結婚[11]
- ジョン（1796年5月5日 – 1869年1月3日） - 聖職者。1842年4月13日、ソフィア・ネヴィル（Sophia Nevile、1868年12月29日没、ヘンリー・ネヴィルの娘）と結婚、子供あり[11]
- イリナ（Eleanor、1847年没） - 生涯未婚[11]
- エリザベス（英語版）（1867年1月27日没） - 1830年12月27日、第11代デヴォン伯爵ウィリアム・レジナルド・コートネイ（英語版）と結婚[11]